# Медяникова, Нина Семёновна
Ни́на Семёновна Медя́никова (урождённая Пахо́мова; род. 27 января 1936, Кемь) — российская шахматистка, международный мастер (1970) среди женщин; международный арбитр (1999). Инженер-конструктор.

## Шахматная карьера
Участница 7 чемпионатов СССР; лучшие результаты: 1966 — 7-е, 1968 — 9—10-е, 1973/1974 — 3-е места.
Чемпион Москвы (1969, 1971 и 1972). В составе команды г. Москвы победитель 11-го первенства СССР между командами союзных республик (1969).
Многократная победительница первенств ДСО «Локомотив». В составе ДСО «Локомотив» участница трёх Командных кубков СССР (1968—1974); в 1968 году выиграла серебряную медаль в индивидуальном зачёте.
Лучшие результаты в международных соревнованиях: София (1969) — 1—2-е, Москва (1969) — 1-е, 1975 — 3—4-е места.

## Изменения рейтинга
| Графики недоступны из-за технических проблем. См. информацию на Фабрикаторе и на mediawiki.org. |